# Liste der Bodendenkmäler in Stadtlauringen
Auf dieser Seite sind die Bodendenkmäler in dem unterfränkischen Markt Stadtlauringen zusammengestellt. Diese Tabelle ist eine Teilliste der Liste der Bodendenkmäler in Bayern. Grundlage ist die Bayerische Denkmalliste, die auf Basis des Bayerischen Denkmalschutzgesetzes vom 1. Oktober 1973 erstmals erstellt wurde und seither durch das Bayerische Landesamt für Denkmalpflege geführt wird. Die folgenden Angaben ersetzen nicht die rechtsverbindliche Auskunft der Denkmalschutzbehörde.

## Bodendenkmäler in Stadtlauringen

### Bodendenkmäler in der Gemarkung Altenmünster
| Lage                    | Objekt | Akten-Nr.     | Bild |
| ----------------------- | --- | ------------- | ---- |
| Altenmünster (Standort) | Mittelalterliche Wüstung Ellertshausen. | D-6-5828-0019 |      |
| Altenmünster (Standort) | Siedlung der Hallstattzeit und der jüngeren Latènezeit.                                                                                        | D-6-5828-0046 |      |
| Altenmünster (Standort) | Archäologische Befunde im Bereich der spätmittelalterlichen und frühneuzeitlichen Katholischen Pfarrkirche Mariä Himmelfahrt von Altenmünster. | D-6-5828-0113 |      |

### Bodendenkmäler in der Gemarkung Ballingshausen
| Lage                      | Objekt | Akten-Nr.     | Bild |
| ------------------------- | --- | ------------- | ---- |
| Ballingshausen (Standort) | Siedlung der Linearbandkeramik. | D-6-5828-0044 |      |
| Ballingshausen (Standort) | Untertägige Teile der frühneuzeitlichen Katholischen Kirche St. Bartholomäus und St. Dionys in Ballingshausen, Fundamente mittelalterlicher Vorgängerbauten sowie Körpergräber des Mittelalters und der Neuzeit. | D-6-5828-0118 |      |

### Bodendenkmäler in der Gemarkung Fuchsstadt
| Lage                  | Objekt | Akten-Nr.     | Bild |
| --------------------- | --- | ------------- | ---- |
| Fuchsstadt (Standort) | Bestattungsplatz mit Grabhügel vorgeschichtlicher Zeitstellung. | D-6-5828-0031 |      |
| Fuchsstadt (Standort) | Untertägige Teile der spätmittelalterlichen bis frühneuzeitlichen Katholischen Kirche St. Nikolaus in Fuchsstadt, Fundamente eines mittelalterlichen Vorgängerbaus sowie Körpergräber des Mittelalters und der Neuzeit. | D-6-5828-0120 |      |

### Bodendenkmäler in der Gemarkung Mailes
| Lage              | Objekt | Akten-Nr.     | Bild |
| ----------------- | --- | ------------- | ---- |
| Mailes (Standort) | Siedlung der Linearbandkeramik und der jüngeren Latènezeit. | D-6-5728-0047 |      |
| Mailes (Standort) | Siedlung der Linearbandkeramik. | D-6-5728-0077 |      |
| Mailes (Standort) | Untertägige Teile der spätmittelalterlichen bis frühneuzeitlichen Evangelisch-Lutherischen Kirche in Mailes, Fundamente mittelalterlicher Vorgängerbauten sowie vermutlich Körpergräber des Mittelalters und der Neuzeit. | D-6-5728-0088 |      |

### Bodendenkmäler in der Gemarkung Oberlauringen
| Lage                     | Objekt | Akten-Nr.     | Bild |
| ------------------------ | --- | ------------- | ---- |
| Oberlauringen (Standort) | Siedlung vor- und frühgeschichtlicher Zeitstellung. | D-6-5728-0050 |      |
| Oberlauringen (Standort) | Siedlung des Mittelneolithikums. | D-6-5728-0064 |      |
| Oberlauringen (Standort) | Bestattungsplatz mit verebnetem Grabhügel vorgeschichtlicher Zeitstellung. | D-6-5728-0067 |      |
| Oberlauringen (Standort) | Siedlung der Urnenfelderzeit. | D-6-5728-0068 |      |
| Oberlauringen (Standort) | Brandgräber der späten Hallstattzeit. | D-6-5728-0069 |      |
| Oberlauringen (Standort) | Untertägige Teile der frühneuzeitlichen Evangelisch-Lutherischen Pfarrkirche in Oberlauringen sowie vermutlich Fundamente mittelalterlicher Vorgängerbauten und Körpergräber des Mittelalters und der Neuzeit. | D-6-5728-0091 |      |

### Bodendenkmäler in der Gemarkung Stadtlauringen
| Lage                      | Objekt | Akten-Nr.     | Bild |
| ------------------------- | --- | ------------- | ---- |
| Stadtlauringen (Standort) | Siedlung der Linearbandkeramik und des Mittelneolithikums. | D-6-5728-0045 |      |
| Stadtlauringen (Standort) | Siedlung der Linearbandkeramik, des Mittelneolithikums und vermutlich des Endneolithikums, Siedlung der Urnenfelderzeit, der Hallstattzeit und der frühen Latènezeit.                                    | D-6-5828-0014 |      |
| Stadtlauringen (Standort) | Siedlung der Linearbandkeramik. | D-6-5828-0015 |      |
| Stadtlauringen (Standort) | Höhensiedlung der Urnenfelderzeit, der Hallstattzeit und der frühen Latènezeit sowie Abschnittsbefestigung vorgeschichtlicher Zeitstellung oder des frühen Mittelalters.                                 | D-6-5828-0016 |      |
| Stadtlauringen (Standort) | Bestattungsplatz mit Grabhügel vorgeschichtlicher Zeitstellung. | D-6-5828-0017 |      |
| Stadtlauringen (Standort) | Untertägige Teile der frühneuzeitlichen Katholischen Kirche St. Johannes der Täufer in Stadtlauringen, Fundamente mittelalterlicher Vorgängerbauten sowie Körpergräber des Mittelalters und der Neuzeit. | D-6-5828-0108 |      |
| Stadtlauringen (Standort) | Untertägige Teile erhaltener Mauerabschnitte, Fundamente abgegangener Partien sowie Reste des verfüllten Grabens der spätmittelalterlichen bis frühneuzeitlichen Stadtbefestigung von Stadtlauringen.    | D-6-5828-0109 |      |
| Stadtlauringen (Standort) | Untertägige mittelalterliche und frühneuzeitliche Siedlungsteile im Bereich der Altstadt von Stadtlauringen.                                                                                             | D-6-5828-0110 |      |

### Bodendenkmäler in der Gemarkung Sulzdorf
| Lage                | Objekt | Akten-Nr.     | Bild |
| ------------------- | --- | ------------- | ---- |
| Sulzdorf (Standort) | Siedlung der jüngeren Latènezeit. | D-6-5828-0032 |      |
| Sulzdorf (Standort) | Siedlung der Urnenfelderzeit und der römischen Kaiserzeit sowie Siedlung der Hallstattzeit. | D-6-5828-0033 |      |
| Sulzdorf (Standort) | Siedlung der jüngeren Latènezeit. | D-6-5828-0034 |      |
| Sulzdorf (Standort) | Untertägige Teile der spätmittelalterlichen bis frühneuzeitlichen Katholischen Kirche St. Jakobus in Sulzdorf, Fundamente eines mittelalterlichen Vorgängerbaus sowie vermutlich Körpergräber des Mittelalters und der Neuzeit. | D-6-5828-0103 |      |
| Sulzdorf (Standort) | Untertägige Teile der ehemalige Dorfbefestigung von Sulzdorf mit den Fundamenten des abgegangenen Wettringer Tores des Mittelalters und der Neuzeit.                                                                            | D-6-5828-0104 |      |

### Bodendenkmäler in der Gemarkung Wettringen
| Lage                  | Objekt | Akten-Nr.     | Bild |
| --------------------- | --- | ------------- | ---- |
| Wettringen (Standort) | Siedlung der Linearbandkeramik und des Mittelneolithikums. | D-6-5828-0021 |      |
| Wettringen (Standort) | Untertägige Teile der frühneuzeitlichen Katholischen Kirche St. Kilian in Wettringen, vermutlich Fundamente mittelalterlicher Vorgängerbauten sowie Körpergräber des Mittelalters und der Neuzeit. | D-6-5828-0023 |      |
| Wettringen (Standort) | Bestattungsplatz mit Grabhügeln der Hallstattzeit. | D-6-5828-0025 |      |
| Wettringen (Standort) | Siedlung der Linearbandkeramik, der jüngeren Latènezeit und der älteren römischen Kaiserzeit. | D-6-5828-0035 |      |
| Wettringen (Standort) | Siedlung der Linearbandkeramik. | D-6-5828-0072 |      |
| Wettringen (Standort) | Siedlung der Linearbandkeramik. | D-6-5828-0073 |      |
| Wettringen (Standort) | Siedlung der Linearbandkeramik. | D-6-5828-0074 |      |

### Bodendenkmäler in der Gemarkung Wetzhausen
| Lage                  | Objekt | Akten-Nr.     | Bild |
| --------------------- | --- | ------------- | ---- |
| Wetzhausen (Standort) | Siedlung vor- und frühgeschichtlicher Zeitstellung. | D-6-5828-0057 |      |
| Wetzhausen (Standort) | Wüstung des frühen Mittelalters. | D-6-5828-0060 |      |
| Wetzhausen (Standort) | Untertägige Teile des frühneuzeitlichen Schlosses in Wetzhausen sowie Fundamente mittelalterlicher Vorgängerbauten.                                                                                         | D-6-5828-0125 |      |
| Wetzhausen (Standort) | Untertägige Teile der frühneuzeitlichen Evangelisch-Lutherischen Pfarrkirche in Wetzhausen sowie vermutlich Fundamente mittelalterlicher Vorgängerbauten und Körpergräber des Mittelalters und der Neuzeit. | D-6-5828-0126 |      |